# Tempé
Pour les articles homonymes, voir Tempe.
Tempé est une enseigne française spécialisée dans la boucherie, charcuterie et traiteur d'origine alsacienne, fondée en 1910.

## Histoire
La marque est créée en 1910.
Le 4 avril 2012, l'entreprise Tempé est reprise par une entreprise concurrente, Maurer, devenant Maurer Tempé.
En 2018, l'entreprise Maurer Tempé réalise un chiffre d'affaires de 22,3 millions d'euros.
En difficulté, l'entreprise est reprise sous la forme d'une SCOP par 105 de ses 135 salariés, dont Mathieu Rouillard (directeur commercial et marketing de Maurer Tempé). Elle prend alors le nom de Maurer Tempé Alsace et est centrée sur l'activité industrielle (les commerces alsaciens à enseigne Tempé ont été liquidés) sur son site de Kingersheim. L'entreprise commercialise environ 260 produits.